# 布熱茨拉夫

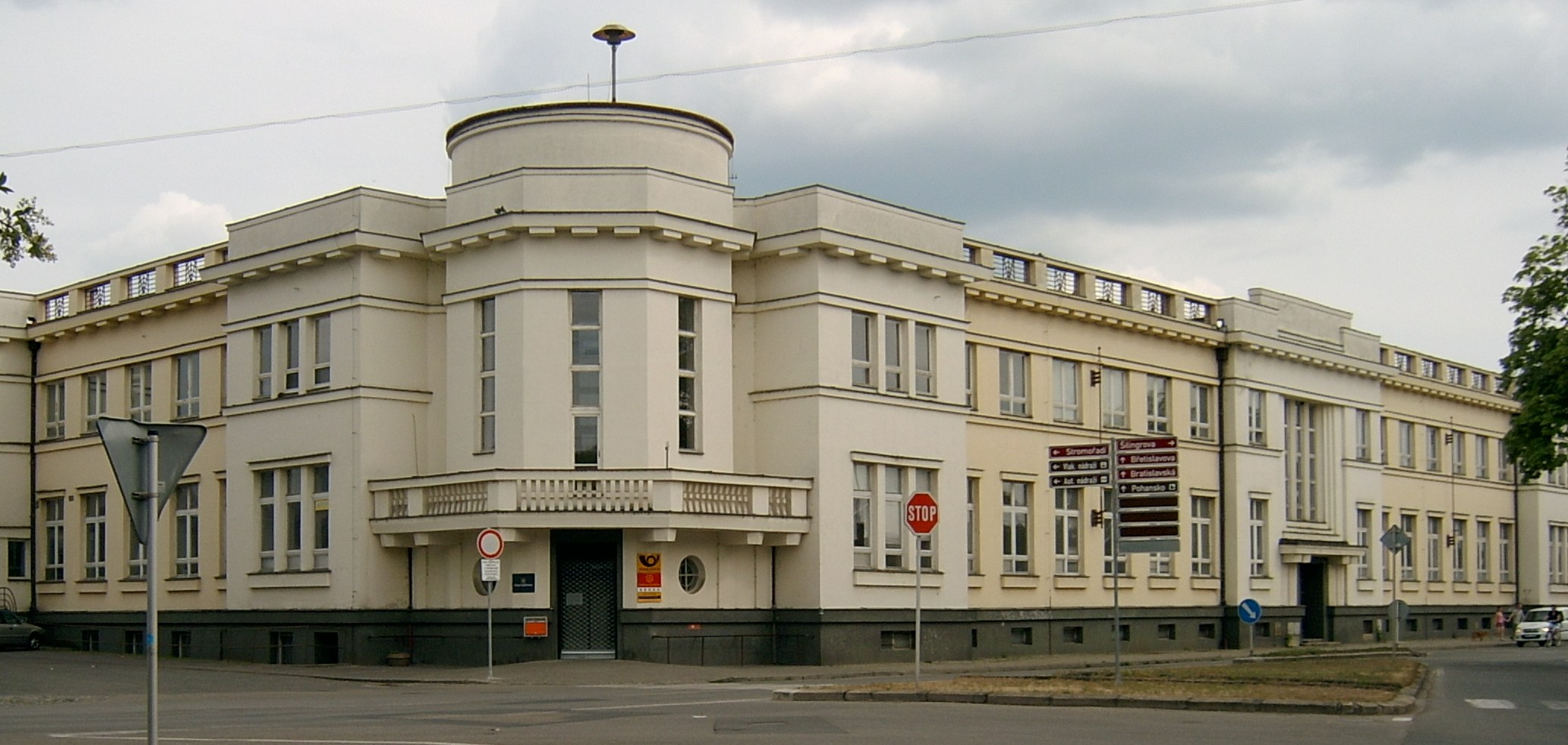

布熱茨拉夫（捷克語：Břeclav）是捷克的城鎮，位於該國東南部，由南摩拉維亞州負責管轄，距離布爾諾約55公里，始建於十一世紀。面積77.2平方公里，海拔高度158米，2024年人口24,863。

## 外部連結
- Breclav.org: Official site （页面存档备份，存于）
- Breclav.info: Tourist information （页面存档备份，存于）